# Espais Escrits. Xarxa del Patrimoni Literari Català
Espais Escrits. Xarxa del Patrimoni Literari Català és una associació privada sense ànim de lucre, constituïda amb el suport de la Institució de les Lletres Catalanes l'any 2005, amb l'objectiu d'articular els projectes de custòdia, recerca, i difusió del llegat tangible i intangible dels escriptors de la literatura catalana, per tal de cartografiar el patrimoni literari català a través de les institucions que el vetllen i en promouen la lectura i els estudis. La xarxa també treballa en la museització del patrimoni literari.

## Mapa Literari Català
Un dels seus projectes és el Mapa Literari Català, que neix amb la idea de fer visible la riquesa i el potencial del patrimoni literari català distribuït arreu del territori.
L'objectiu era promoure la difusió i el coneixement de la literatura catalana, permetent la seva visibilització en pantalla. El resultat ha estat construir sobre la base cartogràfica del món, i fent ús dels recursos de la xarxa, Google maps i Google Earth, una galeria de llocs literaris que permeten fer una lectura hipertextual dels nostres autors amb informacions de format divers.
Actualment conté un miler de fragments d'obres literàries, acompanyats d'un important contingut multimèdia, amb fotografies, vídeos, locucions dels textos i traduccions. Igualment, l'MLC ofereix la possibilitat de recórrer rutes literàries, tant virtuals com practicables.